# Jablan (Laktaši)
Jablan (szerbül: Јаблан), település Bosznia-Hercegovinában, Laktaši községben, Bosanska krajina területén, a Szerb Köztársaságban. 

## Fekvése
Bosznia-Hercegovina északi részén, Banja Lukától légvonalban 12, közúton 14 km-re északra, községközpontjától légvonalban 7, közúton 14 km-re délnyugatra, a Banjalučka Kozara-hegység területén, 200-420 méteres magasságban fekszik. 

## Népessége
| Nemzetiségi csoport | Népesség 1991 | Népesség 2013 |
| ------------------- | ------------- | ------------- |
| Szerb               | 630           | 2023          |
| Bosnyák             | 1             | 1             |
| Horvát              | 597           | 56            |
| Jugoszláv           | 60            | 3             |
| Egyéb               | 80            | 85            |
| Összesen            | 1368          | 2167          |

## Története
Jablan neve a nyárfa szláv nevéből származik. A település 1878-ig tartozott az Oszmán Birodalomhoz, ekkor a berlini kongresszus határozata alapján az Osztrák-Magyar Monarchia része lett. 1879-ben az első osztrák-magyar népszámlálás során a Banja Luka-i járáshoz tartozó településnek 16 háztartása, 76 ortodox és 73 római katolikus lakosa volt. 1883-ban és az utána következő években Lijevce polje és Potkozarje területén olaszok, németek, ukránok és lengyelek telepedtek le. 1910-ben a Banja Luka-i járáshoz tartozó településen 45 háztartást, 99 ortodox, 176 római katolikus és 36 görög katolikus lakost találtak. A monarchia szétesésével 1918-ban előbb a Szerb-Horvát-Szlovén Királyság, majd 1929-től a Jugoszláv Királyság része. 1921-ben a községnek 73 háztartása és 431 lakosa volt. Az 1929-es törvény értelmében, amikor Bosznia-Hercegovinát négy banovinára, Drinskára, Vrbaskára, Zetskára és Primorskára osztották, a település a Vrbaska banovina része lett, amelynek székhelye Banja Luka volt. 
Jugoszlávia megszállása után a Független Horvát Állam (NDH) része lett. A második világháború után a szocialista Jugoszláviához tartozott. A daytoni békeszerződést követő területfelosztásnál Laktaši község részeként a Szerb Köztársaság területéhez került. 